# 和卓
和卓（波斯語：‎ khawāja, 維吾爾語：خوجا‎），元、明時期譯作火者，清代以後譯作和卓、霍加、和加。
和卓一词，最初的罗马拼写形式为khwaja，用来称呼市民中的显贵，后来用以称呼宦官。该词进入阿拉伯语后，形式为khuwāja，近代形式为khawāja，意为“先生”。其突厥语拼写形式为khoja，在两河及其以东地区，最初专指哈里发阿布·伯克尔和欧麦尔的后裔，以及阿里与除法蒂玛以外其他妻子所生的子孙。但在14世纪已有人将khwaja作为人名的一部分，如东察合台汗国的也里牙思火者汗（Ilyas khwaja khan）、黑的儿火者汗（Khizir Khwaja Khan）等。
该词在波斯语中有“圣裔”之意，指伊斯蘭教先知穆罕默德的後裔。後來在一些信仰伊斯蘭教的民族中被用作頭銜、人名。在中亚与南亚的一些地方，和卓被用作伊斯兰教中宗教长者的尊称。
和卓在維吾爾語中又稱作和卓木（خوجام），意为“我的和卓”，表示尊重。漢語將蒙古察合台王族統治西域時期的圣裔頭銜譯作“火者”；“和卓”則指17世紀至19世紀新疆的和卓家族。民國以後，新疆人名中的和卓一詞，一般被譯作“和加”，如和加尼牙孜。

## 新疆的和卓家族
新疆的和卓家族指瑪哈圖木·阿雜木的後裔。瑪哈圖木·阿雜木是中亞費爾干納人，自稱祖父來自麥地那，冒充穆罕默德女婿阿里·本·阿比·塔利卜的後裔，其實與穆罕默德家族並無血緣關係。瑪哈圖木·阿雜木的子孫分為黑山派與白山派兩個敵對的宗教派系。在葉爾羌汗國、準噶爾部統治天山南路的時期，黑山派與白山派之間多次發生激烈的鬥爭。1690年代，白山派首領伊达雅图勒拉曾短暫控治喀什噶爾、葉爾羌一带。1757年，清滅準噶爾後，伊达雅图勒拉的曾孫波羅尼都與霍集占兄弟發動了大小和卓之亂。1759年，清軍擊敗大小和卓，最終佔領新疆。清道光、咸豐年間，波羅尼都的後裔張格爾、邁瑪特玉素普、倭里罕等人仍以“和卓”的名義，在浩罕汗國的支持下進攻新疆。光緒年間，最后的和卓後裔邁買的明、布素魯克等人在阿古柏之亂中被殺或下落不明，和卓家族最終退出歷史舞臺。

## 在哈薩克族
和卓在哈薩克族是指敍利亞伊斯蘭教士的後代，不屬任何玉茲。